# Kanton Ribiers
Der Kanton Ribiers war bis 2015 ein französischer Wahlkreis im Arrondissement Gap, im Département Hautes-Alpes und in der Region Provence-Alpes-Côte d’Azur. Er umfasste sieben Gemeinden, sein Hauptort (frz.: chef-lieu) war Ribiers. Die landesweiten Änderungen in der Zusammensetzung der Kantone brachten im März 2015 seine Auflösung. Vertreter im conseil général des Départements war zuletzt Albert Moullet.

## Gemeinden
- Antonaves
- Barret-sur-Méouge
- Châteauneuf-de-Chabre
- Éourres
- Ribiers
- Saint-Pierre-Avez
- Salérans